# Ingeldorf
Ingeldorf (en luxemburguès: Angelduerf; en alemany:  Ingeldorf) és una vila de la comuna d'Erpeldange  situada al districte de Diekirch del cantó de Diekirch. Està a uns 27 km de distància de la ciutat de Luxemburg.

## Història
Abans de l'1 de juliol de 1850, Ingeldorf formava part de la ciutat d'Ettelbruck.